# Адаптогены

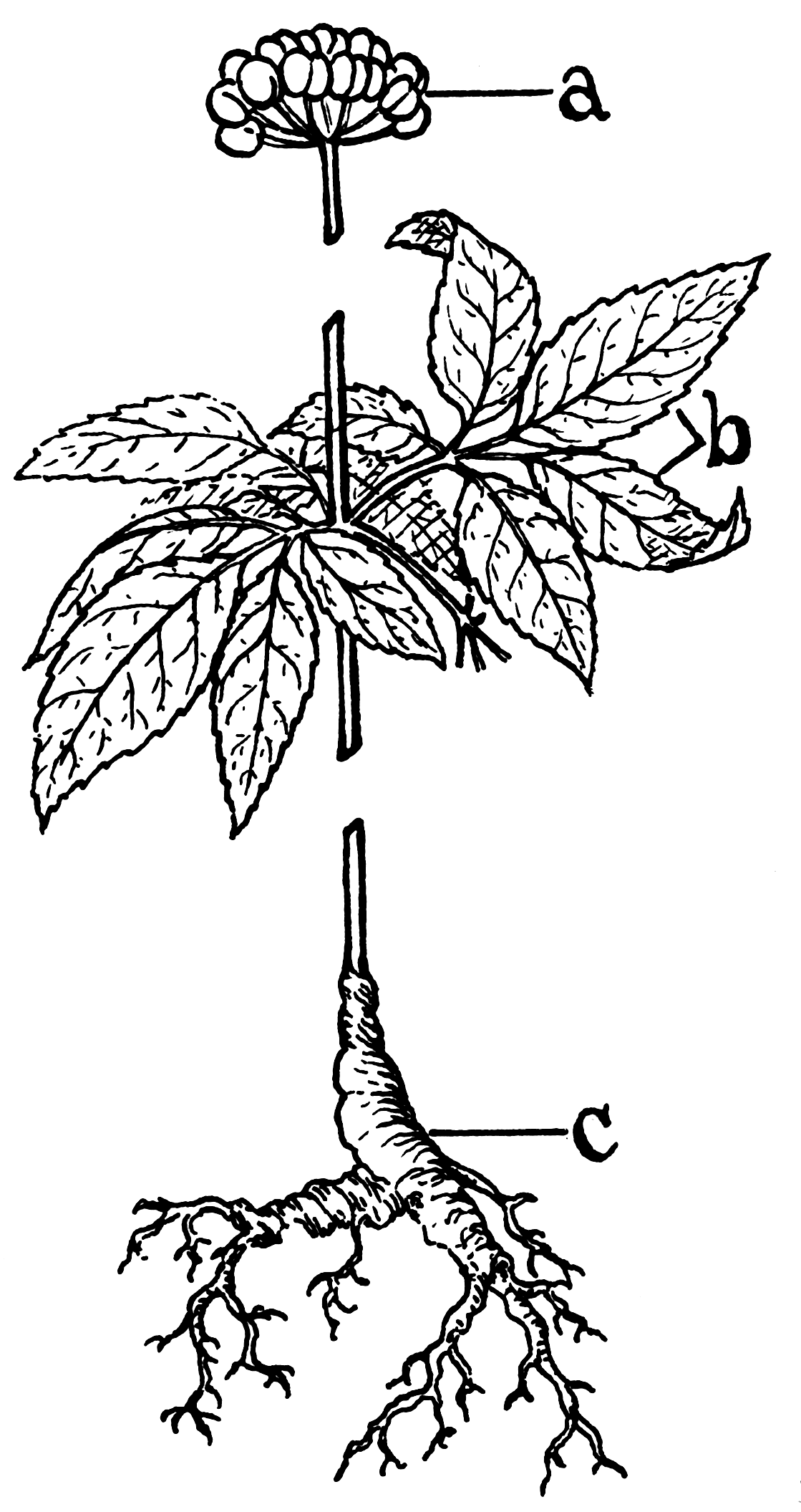
Женьшень

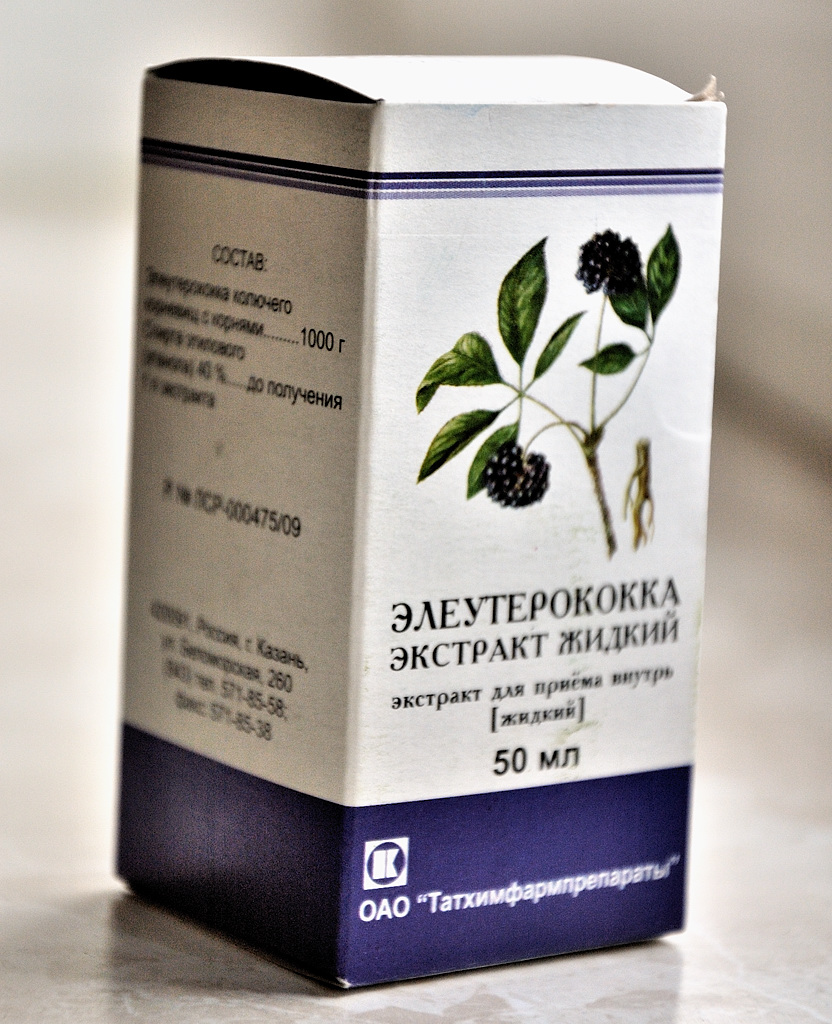
Экстракт элеутерококка

Адаптоге́ны — фармакологическая группа препаратов природного или искусственного происхождения, предположительно способных повышать неспецифическую сопротивляемость организма к широкому спектру вредных воздействий и к стрессу. Им также приписывают способность стимулировать (повышать, усиливать) иммунитет.
Нет ни одного достоверного доказательства эффективности адаптогенов, за исключением мелатонина.

## Описание
Термин «адаптоген» введён в научный оборот в 1947 году Н. В. Лазаревым для обозначения вещества, которое, по его мнению, повышает «неспецифическую» устойчивость к неблагоприятным воздействиям окружающей среды на организм, а также устойчивость организма к стрессу. Термин «стресс» он использовал в классическом определении Ганса Селье, как состояние находящегося под угрозой гомеостаза.
В настоящее время адаптогены определены как вещества, которые повышают способность организма адаптироваться к факторам окружающей среды так, чтобы избегать ущерба от них.
Адаптогенам приписывается широчайший спектр действия по сравнению с подавляющим большинством активных веществ лекарственных средств, они традиционно используются для симптомов так называемой астении, таких как ощущения усталости и слабости. Во избежание путаницы необходимо отличать «адаптогены» от стимулирующих и тонизирующих традиционных растительных средств схожего действия, которые также используются при «астении».
В отличие от стимуляторов, адаптогены должны увеличивать работоспособность таким образом, чтобы за периодом высокой работоспособности не следовало её снижение.
Тонизирующие средства, или тоники, — термин из традиционной медицины, где они используются в условиях так называемой «астении». Они определяются как вещества, которые уменьшают слабость (отсутствие тонуса) во всём организме или в конкретных органах тела, улучшают самочувствие и повышают работоспособность. Их тонизирующий эффект усиливается при многократном употреблении, это основное отличие тоников от адаптогенов.
Сторонники адаптогенной гипотезы утверждают, что адаптогены способны нормализовать функции и укрепить системы организма, нарушенные стрессом. Также ими сообщается, что такие вещества оказывают защитное воздействие на здоровье человека, как подвергающееся разнообразным экологическим воздействиям, так и страдающее в неблагоприятной эмоциональной обстановке.
В ЕС термин «адаптоген» не используется в фармакологической и клинической практике. Адаптогены отсутствуют в официальных рекомендациях по профилактике и лечению заболеваний.
К адаптогенам иногда относят витаминные препараты. Однако витаминные добавки не являются средством для улучшения здоровья или профилактики хронических заболеваний. Витаминные добавки легко заменяются увеличением разнообразия рациона — все нужные витамины, минералы и другие питательные вещества взрослый человек может получать из обычной пищи, у витаминных препаратов и других биодобавок нет преимуществ перед сбалансированной диетой.

## Список адаптогенов и общетонизирующих средств
По состоянию на 2023 год на российском рынке имеются следующие лекарственные средства, в которых заявлено адаптогенное или общетонизирующее действие:

### Адаптогены
- мелатонин
- оксиэтиламмония метилфеноксиацетат

### Общетонизирующие средства
- цитруллина малат
- гриба березового экстракт + кобальта хлорид
- калия N-ацетиламиносукцинат

#### Общетонизирующие средства природного происхождения
- пантов благородного оленя экстракт

##### Общетонизирующие средства растительного происхождения
- аралии манчьжурской корней настойка
- родиолы розовой корневищ и корней экстракт
- элеутерококка колючего корневища и корни
- лимонника китайского семена
- женьшень
- "Алтайский эликсир"
- левзеи сафлоровидной корневища с корнями
- "Кедровит"
- гриб березовый
- алоэ древовидного листьев экстракт
- ашваганда

### Другие
- шиповника сироп
- калины плоды
- маточное молочко

## Эффективность и безопасность
Адаптогены не получили научного признания, их клиническая эффективность не доказана. Более того, концепция адаптогенов противоречит современным принципам фармакологии, в которой рассматривается воздействие препарата на конкретное заболевание или его влияние на конкретный симптом. Все современные медицинские препараты защитного действия имеют чётко определённую цель, например, каждая вакцина защищает от отдельной инфекции.
В противовес этому, для адаптогенов декларируется неспецифическое (широкое, общее) действие, которое не направлено на устранение симптомов или уничтожение агентов развившегося заболевания. Утверждается, что адаптогены предотвращают осложнения заболевания и укрепляют организм в целом.
Проводившиеся доклинические и клинические исследования адаптогенов, в частности произведённых из элеутерококка, из-за методологических ошибок не могут служить доказательством их эффективности. Поэтому до получения достоверных клинических результатов такие препараты нельзя считать эффективными средствами в терапии заболеваний.